# Germania ai XVII Giochi olimpici invernali
La Germania partecipò ai XVII Giochi olimpici invernali, svoltisi a Lillehammer, Norvegia, dal 12 al 27 febbraio 1994, con una delegazione di 112 atleti impegnati in undici discipline.